# Vicia sinogigantea
Vicia sinogigantea là một loài thực vật có hoa trong họ Đậu. Loài này được B.J. Bao & Turland mô tả khoa học đầu tiên năm 2010.